# Regime misto
O regime misto é um regime contábil que mescla o regime de caixa e o regime de competência.
No Brasil é definido na Lei nº 4.320, que estatui normas de finanças e contabilidade pública.
Esse regime adota a competência para a despesa e o regime de caixa para as receitas. Desta forma, as receitas devem ser reconhecidas no momento de seu efetivo recebimento e as despesas, no momento em que são incorridas, independentemente de seu pagamento.
Um exemplo elucidativo:
- Recolhimento de imposto de renda relativo ao ano x.
  - O imposto se refere a renda recebida durante o ano x, sendo o ano x o de competência para a receita.
  - Porém o pagamento ocorre somente no ano x+1, portanto, o registro contábil somente será efetuado no recebimento, em x+1.
- Realização de despesa
  - Compra de mercadorias no mês x mas com pagamento no mês y.
  - O registro contábil será efetuado no mês x.

Existem outros dois regimes contábeis: o de competência e o de caixa.
Com a adoção dos Princípios Fundamentais de Contabilidade para o Setor Público, conforme a Resolução CFC 1.111/07, a Contabilidade Pública deverá passar a observar o seguinte enunciado, o qual deverá ser detalhado e aplicado a partir da elaboração das respectivas NBCASP - Normas de Contabilidade Aplicadas ao Setor Público:
"O Princípio da Competência é aquele que reconhece as transações e os eventos na ocorrência dos respectivos fatos geradores, independentemente do seu pagamento ou recebimento, aplicando-se integralmente ao Setor Público.
Os atos e fatos que afetam o patrimônio público devem ser contabilizados por competência, e os seus efeitos devem ser evidenciados nas Demonstrações Contábeis do exercício financeiro com o qual se relacionam, complementarmente ao registro orçamentário das receitas e das despesas públicas".